# Happy Family (песня)
Happy Family («счастливая семейка») — песня британской группа King Crimson с альбома Lizard, вышедшего в 1970 году. Текст написал Питер Синфилд, а музыку — Роберт Фрипп. Песня полна мрачной иронии и посвящена распаду группы The Beatles.

## Содержание
The Beatles выведены в тексте под библейскими именами: Пол Маккартни — Иуда (Judas), Ринго Старр — Руф (Rufus), Джордж Харрисон — Сила (Silas), Джон Леннон — Иона (Jonah). Синфилд возможно выбрал для Маккартни имя Judas (Иуда), поскольку тот написал «Hey Jude». Текст Синфилда полон намёков и отсылок, которые понятны только тем, кто хорошо знает историю The Beatles.
«Хлопок одной руки» (one hand clap) — фраза из древнего дзен-буддистского коана, означающая тишину или, говоря словами Джона Леннона, произнесёнными на последнем публичном выступлении The Beatles на крыше студии «Apple», — «конец прослушивания».
«Ash and Sack» (зола и мешок) — возможно отсылка к фразеологизму «in sackcloth and ashes» (посыпать голову пеплом)
«Rufus, Silas, Jonah too sang: „We’ll blow our own canoes“» (Руф, Сила, а также Иона пели: «Мы надуем наши собственные байдарки») — ещё до официального распада, каждый из участников группы занялся сольным творчеством.
«Silver Rolls from golden rock, shaken by a knock, knock, knock» («Серебряный Роллс из золотой скалы/золотого рока, сотрясённый стук-стук-стуком») — Роллс-Ройс — символ богатства и успеха. Возможно, строка является намёком на легенду о смерти Пола Маккартни.
«Грип-Пайп-Тинн» (Grip-Pipe-Thynne) — персонаж любимой битлами радиопередачи «The Goon Show», транслировавшейся на «ВВС Radio» в 1950-е годы.
«Uncle Rufus grew his nose, threw away his circus clothes» (Дядя Руф отрастил нос/навострил чутьё и выбросил свой цирковой костюм) — Ринго Старр некоторое время снимался в кино и занимался рекламой.
«Cousin Silas grew a beard, drew another flask of weird» (Кузен Сила отрастил бороду и выдул ещё одну бутыль тайны) — Джордж отпустил бороду и увлекся индийской музыкой, религией и философией.
«Nasty Jonah grew a wife» (скверный Иона вырастил жену) — намёк на жену Леннона Йоко Оно, вместе с которой он создал группу Plastic Ono Band.
«If we lose the barbers win» (если проиграем мы, выиграют парикмахеры) — именно The Beatles ввели моду на длинные волосы.

## Музыка
Вступление песни напоминает битловскую «While My Guitar Gently Weeps», после которой следует смех и разговоры, а после фразы «Эй-йо» следует первый куплет. У песен сходится нисходящая партия бас-гитары.
Вокал Гордона Хаскелла искажён c помощью студийных эффектов. Песня отличается резкими прерывистыми клавишными партиями, дополняемые гитарными партиями Фриппа. Средняя часть сделана намеренно диссонирующей и свободной.

## Участники записи
- Роберт Фрипп — гитара
- Питер Синфилд — VCS3
- Мэл Коллинз — саксофон, флейта;
- Гордон Хаскелл — бас-гитара, вокал;
- Энди Маккалох — ударные

приглашённые музыканты
- Кит Типпетт — клавишные
- Робин Миллер (Robin Miller) — гобой, английский рожок;
- Марк Чариг (Mark Charig) — корнет;
- Ник Эванс (Nick Evans) — тромбон;